# Valériane de Villeneuve
Valériane de Villeneuve est une actrice française, née le 5 mai 1959 à Boulogne-Billancourt.

## Filmographie

### Cinéma
- 1992 : À la vitesse d'un cheval au galop de Fabien Onteniente : La fiancée à lunettes
- 1994 : Lou m'a dit non de Heinz Trenczak : La secrétaire
- 1999 : La Dilettante de Pascal Thomas : La principale du collège
- 2001 : Le Fabuleux Destin d'Amélie Poulain de Jean-Pierre Jeunet : La femme qui rit
- 2005 : Mon petit doigt m'a dit... de Pascal Thomas : Mme Coupelay
- 2006 : Le Grand Appartement de Pascal Thomas : Lucette
- 2007 : L'Heure zéro de Pascal Thomas : Emma
- 2008 : Le crime est notre affaire de Pascal Thomas : Mme Clairin
- 2011 : L'Élève Ducobu de Philippe de Chauveron : La directrice de l'école Lafontaine
- 2011 : Nicostratos le pélican d'Olivier Horlait : Mme Karoussos
- 2012 : Cloclo de Florent-Emilio Siri : La gouvernante
- 2012 : Le Cid de Paul Burési : Elvire
- 2013 : Peau d'âne de Valérie Roumanoff : La boîte à musique/La Marraine
- 2014 : Valentin Valentin de Pascal Thomas : La femme au parapluie
- 2015 : Babysitting 2 de Philippe Lacheau et Nicolas Benamou : Yolande
- 2017 : Alibi.com de Philippe Lacheau : Madame Godet
- 2017 : Épouse-moi mon pote de Tarek Boudali : la femme dans le cinéma
- 2018 : À cause des filles?... de Pascal Thomas

### Télévision
- 1989 : La Grande Cabriole (Série TV) : L'Emigrée
- 2005 : Le charlatan (Téléfilm) : Mlle Clonche
- 2007 : Les Bleus, premiers pas dans la police (Série TV) : Mère Cindy
- 2012 : Le Jour où tout a basculé (Série TV) : Mme Rossan
- 2013 : Platane (Série TV) : Dame Cimetière
- 2014 : Petits secrets entre voisins (Série TV) : Nicole

## Théâtre
- 2002 : Le Charlatan, de Robert Lamoureux, mise en scène de Francis Joffo, au Théâtre du Palais-Royal à Paris
- 2012 : Sister Act, au Théâtre Mogador à Paris